# Interlands voetbalelftal Sovjet-Unie 1960-1969
Deze pagina toont een chronologisch en gedetailleerd overzicht van de interlands die het voetbalelftal van de Sovjet-Unie heeft gespeeld in de periode 1960 – 1969.

## Interlands

### 1960
|                                                                    |                                                                                                   |       |                        |                                                                                         |
| 19 mei Vriendschappelijk № 53 «onderlinge duels» 19:30 uur (UTC+3) | Sovjet-Unie                                                                                       | 7 – 1 | Polen                  | Centraal Leninstadion, Moskou Toeschouwers: 85.000 Scheidsrechter: Kostadin Dinov (BUL) |
| 19 mei Vriendschappelijk № 53 «onderlinge duels» 19:30 uur (UTC+3) | Valentin Ivanov 4', 87' Valentin Boeboekin 8' Viktor Ponedelnik 14', 86', 90' Slava Metreveli 24' |       | 83' (pen.) Ernest Pohl | Centraal Leninstadion, Moskou Toeschouwers: 85.000 Scheidsrechter: Kostadin Dinov (BUL) |

| Europees kampioenschap voetbal 1960 |
| ----------------------------------- |

|                                                                       |                   |                                                |             |                                                                              |
| 6 juli EK 1960 Halve finale № 54 «onderlinge duels» 21:30 uur (UTC+1) | Tsjecho-Slowakije | 0 – 3                                          | Sovjet-Unie | Vélodrome, Marseille Toeschouwers: 25.184 Scheidsrechter: Cesare Jonni (ITA) |
| 6 juli EK 1960 Halve finale № 54 «onderlinge duels» 21:30 uur (UTC+1) |                   | 34', 56' Valentin Ivanov 66' Viktor Ponedelnik |             | Vélodrome, Marseille Toeschouwers: 25.184 Scheidsrechter: Cesare Jonni (ITA) |

|                                                                  |                                            |              |                 |                                                                                  |
| 10 juli EK 1960 Finale № 55 «onderlinge duels» 21:30 uur (UTC+1) | Sovjet-Unie                                | 2 – 1 (n.v.) | Joegoslavië     | Parc des Princes, Parijs Toeschouwers: 17.966 Scheidsrechter: Arthur Ellis (ENG) |
| 10 juli EK 1960 Finale № 55 «onderlinge duels» 21:30 uur (UTC+1) | Slava Metreveli 49' Viktor Ponedelnik 113' |              | 43' Milan Galić | Parc des Princes, Parijs Toeschouwers: 17.966 Scheidsrechter: Arthur Ellis (ENG) |

|  |  |  |  |  |  |  |  |  |

|                                                                         |     |                       |             |                                                                                |
| 17 augustus Vriendschappelijk № 56 «onderlinge duels» 17:30 uur (UTC+1) | DDR | 0 – 1                 | Sovjet-Unie | Zentralstadion, Leipzig Toeschouwers: 70.000 Scheidsrechter: Josef Stoll (AUT) |
| 17 augustus Vriendschappelijk № 56 «onderlinge duels» 17:30 uur (UTC+1) |     | 75' Viktor Ponedelnik |             | Zentralstadion, Leipzig Toeschouwers: 70.000 Scheidsrechter: Josef Stoll (AUT) |

|                                                                         |                                             |       |                       |                                                                               |
| 4 september Vriendschappelijk № 57 «onderlinge duels» 15:30 uur (UTC+1) | Oostenrijk                                  | 3 – 1 | Sovjet-Unie           | Praterstadion, Wenen Toeschouwers: 87.000 Scheidsrechter: Paul Wyssling (SUI) |
| 4 september Vriendschappelijk № 57 «onderlinge duels» 15:30 uur (UTC+1) | Erich Hof 47' (pen.), 88' Rudolf Flögel 85' |       | 32' Viktor Ponedelnik | Praterstadion, Wenen Toeschouwers: 87.000 Scheidsrechter: Paul Wyssling (SUI) |

### 1961
|                                                                    |                        |       |             |                                                                                              |
| 21 mei Vriendschappelijk № 58 «onderlinge duels» 17:30 uur (UTC+2) | Polen                  | 1 – 0 | Sovjet-Unie | Stadion Dziesięciolecia, Warschau Toeschouwers: 70.000 Scheidsrechter: Vilmos Kösztner (HUN) |
| 21 mei Vriendschappelijk № 58 «onderlinge duels» 17:30 uur (UTC+2) | Ernest Pohl 73' (pen.) |       |             | Stadion Dziesięciolecia, Warschau Toeschouwers: 70.000 Scheidsrechter: Vilmos Kösztner (HUN) |

|                                                                        |                    |       |         |                                                                                             |
| 18 juni WK 1962 kwalificatie № 59 «onderlinge duels» 18:30 uur (UTC+3) | Sovjet-Unie        | 1 – 0 | Turkije | Centraal Leninstadion, Moskou Toeschouwers: 102.000 Scheidsrechter: Martti Hirviniemi (FIN) |
| 18 juni WK 1962 kwalificatie № 59 «onderlinge duels» 18:30 uur (UTC+3) | Valeri Voronin 20' |       |         | Centraal Leninstadion, Moskou Toeschouwers: 102.000 Scheidsrechter: Martti Hirviniemi (FIN) |

|                                                                     |             |       |            |                                                                                            |
| 24 juni Vriendschappelijk № 60 «onderlinge duels» 18:30 uur (UTC+3) | Sovjet-Unie | 0 – 0 | Argentinië | Centraal Leninstadion, Moskou Toeschouwers: 100.000 Scheidsrechter: Giulio Campanati (ITA) |
| 24 juni Vriendschappelijk № 60 «onderlinge duels» 18:30 uur (UTC+3) |             |       |            | Centraal Leninstadion, Moskou Toeschouwers: 100.000 Scheidsrechter: Giulio Campanati (ITA) |

|                                                                       |                                                                                          |       |                                   |                                                                                       |
| 1 juli WK 1962 kwalificatie № 61 «onderlinge duels» 19:00 uur (UTC+3) | Sovjet-Unie                                                                              | 5 – 2 | Noorwegen                         | Centraal Leninstadion, Moskou Toeschouwers: 100.343 Scheidsrechter: Józef Kowal (POL) |
| 1 juli WK 1962 kwalificatie № 61 «onderlinge duels» 19:00 uur (UTC+3) | Slava Metreveli 14' Viktor Ponedelnik 26' Valentin Boeboekin 32', 66' Mikhail Meskhi 53' |       | 64' Bjørn Borgen 87' Eldar Hansen | Centraal Leninstadion, Moskou Toeschouwers: 100.343 Scheidsrechter: Józef Kowal (POL) |

|                                                                            |           |                                                              |             |                                                                               |
| 23 augustus WK 1962 kwalificatie № 62 «onderlinge duels» 19:00 uur (UTC+2) | Noorwegen | 0 – 3                                                        | Sovjet-Unie | Ullevaalstadion, Oslo Toeschouwers: 30.469 Scheidsrechter: John Meighan (IRL) |
| 23 augustus WK 1962 kwalificatie № 62 «onderlinge duels» 19:00 uur (UTC+2) |           | 48' Viktor Ponedelnik 49' Mikhail Meskhi 76' Slava Metreveli |             | Ullevaalstadion, Oslo Toeschouwers: 30.469 Scheidsrechter: John Meighan (IRL) |

|                                                                          |             |                    |            |                                                                                       |
| 10 september Vriendschappelijk № 63 «onderlinge duels» 15:00 uur (UTC+3) | Sovjet-Unie | 0 – 1              | Oostenrijk | Centraal Leninstadion, Moskou Toeschouwers: 102.000 Scheidsrechter: Bertil Lööw (SWE) |
| 10 september Vriendschappelijk № 63 «onderlinge duels» 15:00 uur (UTC+3) |             | 7' Fritz Rafreider |            | Centraal Leninstadion, Moskou Toeschouwers: 102.000 Scheidsrechter: Bertil Lööw (SWE) |

|                                                                            |                 |       |                                          |                                                                                        |
| 12 november WK 1962 kwalificatie № 64 «onderlinge duels» 14:00 uur (UTC+2) | Turkije         | 1 – 2 | Sovjet-Unie                              | Mithatpaşa Stadyumu, Istanbul Toeschouwers: 40.031 Scheidsrechter: Aharon Verner (ISR) |
| 12 november WK 1962 kwalificatie № 64 «onderlinge duels» 14:00 uur (UTC+2) | Metin Oktay 45' |       | 12' Gennadiy Gusarov 18' Aleksey Mamykin | Mithatpaşa Stadyumu, Istanbul Toeschouwers: 40.031 Scheidsrechter: Aharon Verner (ISR) |

|                                                                         |                |       |                            |                                                                                           |
| 18 november Vriendschappelijk № 65 «onderlinge duels» 17:00 uur (UTC−3) | Argentinië     | 1 – 2 | Sovjet-Unie                | Estadio Monumental, Buenos Aires Toeschouwers: 75.000 Scheidsrechter: Carlos Robles (CHI) |
| 18 november Vriendschappelijk № 65 «onderlinge duels» 17:00 uur (UTC−3) | Raúl Belén 89' |       | 24', 26' Viktor Ponedelnik | Estadio Monumental, Buenos Aires Toeschouwers: 75.000 Scheidsrechter: Carlos Robles (CHI) |

|                                                                         |       |                     |             |                                                                                            |
| 22 november Vriendschappelijk № 66 «onderlinge duels» 22:30 uur (UTC−4) | Chili | 0 – 1               | Sovjet-Unie | Estadio Nacional, Santiago Toeschouwers: 70.000 Scheidsrechter: Juan Carlos Armental (URU) |
| 22 november Vriendschappelijk № 66 «onderlinge duels» 22:30 uur (UTC−4) |       | 70' Aleksey Mamykin |             | Estadio Nacional, Santiago Toeschouwers: 70.000 Scheidsrechter: Juan Carlos Armental (URU) |

|                                                                         |         |       |                                            |                                                                                               |
| 29 november Vriendschappelijk № 67 «onderlinge duels» 21:00 uur (UTC−3) | Uruguay | 1 – 2 | Sovjet-Unie                                | Estadio Centenario, Montevideo Toeschouwers: 45.929 Scheidsrechter: José Luis Praddaude (ARG) |
| 29 november Vriendschappelijk № 67 «onderlinge duels» 21:00 uur (UTC−3) | ?       |       | 27' Gennadiy Gusarov 44' Viktor Ponedelnik | Estadio Centenario, Montevideo Toeschouwers: 45.929 Scheidsrechter: José Luis Praddaude (ARG) |

### 1962
|                                                    |                |       |                                              |                                                                                        |
| 11 april Vriendschappelijk № 68 «onderlinge duels» | Luxemburg      | 1 – 3 | Sovjet-Unie                                  | Stade Municipal, Luxemburg Toeschouwers: 8.000 Scheidsrechter: Raymond Lespineux (BEL) |
| 11 april Vriendschappelijk № 68 «onderlinge duels» | Ady Schmit 18' |       | 7', 32' Aleksey Mamykin 40' Gennadiy Gusarov | Stade Municipal, Luxemburg Toeschouwers: 8.000 Scheidsrechter: Raymond Lespineux (BEL) |

|                                                                      |        |                                           |             |                                                                                 |
| 18 april Vriendschappelijk № 69 «onderlinge duels» 19:00 uur (UTC+2) | Zweden | 0 – 2                                     | Sovjet-Unie | Råsundastadion, Solna Toeschouwers: 11.089 Scheidsrechter: Reino Koskinen (FIN) |
| 18 april Vriendschappelijk № 69 «onderlinge duels» 19:00 uur (UTC+2) |        | 27' Viktor Ponedelnik 34' Aleksey Mamykin |             | Råsundastadion, Solna Toeschouwers: 11.089 Scheidsrechter: Reino Koskinen (FIN) |

|                                                                      | |       |         |                                                                                         |
| 27 april Vriendschappelijk № 70 «onderlinge duels» 19:00 uur (UTC+3) | Sovjet-Unie                                                                                        | 5 – 0 | Uruguay | Centraal Leninstadion, Moskou Toeschouwers: 103.000 Scheidsrechter: Einar Boström (SWE) |
| 27 april Vriendschappelijk № 70 «onderlinge duels» 19:00 uur (UTC+3) | Aleksey Mamykin 17' (pen.), 75' (pen.) Aleksey Mamykin 26' Igor Tsjislenko 44' Valentin Ivanov 54' |       |         | Centraal Leninstadion, Moskou Toeschouwers: 103.000 Scheidsrechter: Einar Boström (SWE) |

| Wereldkampioenschap voetbal 1962 |
| -------------------------------- |

|                                                                  |                                           |       |             |                                                                                       |
| 21 mei WK 1962 Groep A № 71 «onderlinge duels» 15:00 uur (UTC−4) | Sovjet-Unie                               | 2 – 0 | Joegoslavië | Estadio Carlos Dittborn, Arica Toeschouwers: 9.622 Scheidsrechter: Albert Dusch (GER) |
| 21 mei WK 1962 Groep A № 71 «onderlinge duels» 15:00 uur (UTC−4) | Valentin Ivanov 53' Viktor Ponedelnik 85' |       |             | Estadio Carlos Dittborn, Arica Toeschouwers: 9.622 Scheidsrechter: Albert Dusch (GER) |

|                                                                  |                                                                       |       |                                                                   |                                                                                     |
| 3 juni WK 1962 Groep A № 72 «onderlinge duels» 15:00 uur (UTC−4) | Colombia                                                              | 4 – 4 | Sovjet-Unie                                                       | Estadio Carlos Dittborn, Arica Toeschouwers: 8.040 Scheidsrechter: João Filho (BRA) |
| 3 juni WK 1962 Groep A № 72 «onderlinge duels» 15:00 uur (UTC−4) | Germán Aceros 21' Marcos Coll 68' Antonio Rada 72' Marino Klinger 86' |       | 8', 11' Valentin Ivanov 10' Igor Tsjislenko 56' Viktor Ponedelnik | Estadio Carlos Dittborn, Arica Toeschouwers: 8.040 Scheidsrechter: João Filho (BRA) |

|                                                                  |                                         |       |                |                                                                                       |
| 6 juni WK 1962 Groep A № 73 «onderlinge duels» 15:00 uur (UTC−4) | Uruguay                                 | 1 – 2 | Sovjet-Unie    | Estadio Carlos Dittborn, Arica Toeschouwers: 9.973 Scheidsrechter: Cesare Jonni (ITA) |
| 6 juni WK 1962 Groep A № 73 «onderlinge duels» 15:00 uur (UTC−4) | Aleksei Mamykin 38' Valentin Ivanov 89' |       | 54' José Sasía | Estadio Carlos Dittborn, Arica Toeschouwers: 9.973 Scheidsrechter: Cesare Jonni (ITA) |

|                                                                       |                                     |       |                     |                                                                                    |
| 10 juni WK 1962 Kwartfinale № 74 «onderlinge duels» 14:30 uur (UTC−4) | Chili                               | 2 – 1 | Sovjet-Unie         | Estadio Carlos Dittborn, Arica Toeschouwers: 17.268 Scheidsrechter: Leo Horn (NED) |
| 10 juni WK 1962 Kwartfinale № 74 «onderlinge duels» 14:30 uur (UTC−4) | Leonel Sanchez 11' Eladio Rojas 29' |       | 26' Igor Tsjislenko | Estadio Carlos Dittborn, Arica Toeschouwers: 17.268 Scheidsrechter: Leo Horn (NED) |

|  |  |  |  |  |  |  |  |  |

### 1963
|                                                                    |             |                      |        |                                                                                         |
| 22 mei Vriendschappelijk № 75 «onderlinge duels» 19:00 uur (UTC+3) | Sovjet-Unie | 0 – 1                | Zweden | Centraal Leninstadion, Moskou Toeschouwers: 75.000 Scheidsrechter: Kostadin Dinov (BUL) |
| 22 mei Vriendschappelijk № 75 «onderlinge duels» 19:00 uur (UTC+3) |             | 23' Örjan Martinsson |        | Centraal Leninstadion, Moskou Toeschouwers: 75.000 Scheidsrechter: Kostadin Dinov (BUL) |

|                                                                          |                     |       |                   |                                                                                         |
| 22 september Vriendschappelijk № 76 «onderlinge duels» 15:00 uur (UTC+3) | Sovjet-Unie         | 1 – 1 | Hongarije         | Centraal Leninstadion, Moskou Toeschouwers: 63.000 Scheidsrechter: Antero Lartola (FIN) |
| 22 september Vriendschappelijk № 76 «onderlinge duels» 15:00 uur (UTC+3) | Valentin Ivanov 69' |       | 76' Ferenc Machos | Centraal Leninstadion, Moskou Toeschouwers: 63.000 Scheidsrechter: Antero Lartola (FIN) |

|                                                                           |                                           |       |        |                                                                                            |
| 13 oktober EK 1964 kwalificatie № 77 «onderlinge duels» 14:00 uur (UTC+3) | Sovjet-Unie                               | 2 – 0 | Italië | Centraal Leninstadion, Moskou Toeschouwers: 102.358 Scheidsrechter: Ryszard Banasiuk (POL) |
| 13 oktober EK 1964 kwalificatie № 77 «onderlinge duels» 14:00 uur (UTC+3) | Viktor Ponedelnik 22' Igor Tsjislenko 42' |       |        | Centraal Leninstadion, Moskou Toeschouwers: 102.358 Scheidsrechter: Ryszard Banasiuk (POL) |

|                                                                            |                   |       |                      |                                                                                  |
| 10 november EK 1964 kwalificatie № 78 «onderlinge duels» 14:30 uur (UTC+1) | Italië            | 1 – 1 | Sovjet-Unie          | Olympisch Stadion, Rome Toeschouwers: 69.567 Scheidsrechter: Daniel Mellet (SUI) |
| 10 november EK 1964 kwalificatie № 78 «onderlinge duels» 14:30 uur (UTC+1) | Gianni Rivera 89' |       | 33' Gennadiy Gusarov | Olympisch Stadion, Rome Toeschouwers: 69.567 Scheidsrechter: Daniel Mellet (SUI) |

|                                                      |         |       |              |                                                                                       |
| 1 december Vriendschappelijk № 79 «onderlinge duels» | Marokko | 1 – 1 | Sovjet-Unie  | Stade d'Honneur, Casablanca Toeschouwers: 15.000 Scheidsrechter: Henri Faucheux (FRA) |
| 1 december Vriendschappelijk № 79 «onderlinge duels» | ? 25'   |       | 12' (e.d.) ? | Stade d'Honneur, Casablanca Toeschouwers: 15.000 Scheidsrechter: Henri Faucheux (FRA) |

### 1964
|                                                                       |                 |       |                     |                                                                               |
| 13 mei EK 1964 kwalificatie № 80 «onderlinge duels» 19:00 uur (UTC+1) | Zweden          | 1 – 1 | Sovjet-Unie         | Råsundastadion, Solna Toeschouwers: 36.937 Scheidsrechter: James Finney (ENG) |
| 13 mei EK 1964 kwalificatie № 80 «onderlinge duels» 19:00 uur (UTC+1) | Kurt Hamrin 87' |       | 62' Valentin Ivanov | Råsundastadion, Solna Toeschouwers: 36.937 Scheidsrechter: James Finney (ENG) |

|                                                                    |                     |       |         |                                                                                       |
| 20 mei Vriendschappelijk № 81 «onderlinge duels» 19:30 uur (UTC+3) | Sovjet-Unie         | 1 – 0 | Uruguay | Centraal Leninstadion, Moskou Toeschouwers: 25.000 Scheidsrechter: Fritz Köpcke (DDR) |
| 20 mei Vriendschappelijk № 81 «onderlinge duels» 19:30 uur (UTC+3) | Edoeard Moedrik 59' |       |         | Centraal Leninstadion, Moskou Toeschouwers: 25.000 Scheidsrechter: Fritz Köpcke (DDR) |

|                                                                       |                                               |       |                 |                                                                                         |
| 27 mei EK 1964 kwalificatie № 82 «onderlinge duels» 19:00 uur (UTC+3) | Sovjet-Unie                                   | 3 – 1 | Zweden          | Centraal Leninstadion, Moskou Toeschouwers: 99.609 Scheidsrechter: Arthur Holland (ENG) |
| 27 mei EK 1964 kwalificatie № 82 «onderlinge duels» 19:00 uur (UTC+3) | Viktor Ponedelnik 32', 56' Valeri Voronin 83' |       | 78' Kurt Hamrin | Centraal Leninstadion, Moskou Toeschouwers: 99.609 Scheidsrechter: Arthur Holland (ENG) |

| Europees kampioenschap voetbal 1964 |
| ----------------------------------- |

|                                                                        |            |                                                              |             |                                                                                  |
| 17 juni EK 1964 Halve finale № 83 «onderlinge duels» 22:30 uur (UTC+1) | Denemarken | 0 – 3                                                        | Sovjet-Unie | Camp Nou, Barcelona Toeschouwers: 38.556 Scheidsrechter: Concetto Lo Bello (ITA) |
| 17 juni EK 1964 Halve finale № 83 «onderlinge duels» 22:30 uur (UTC+1) |            | 19' Valeri Voronin 40' Viktor Ponedelnik 87' Valentin Ivanov |             | Camp Nou, Barcelona Toeschouwers: 38.556 Scheidsrechter: Concetto Lo Bello (ITA) |

|                                                                  |                                       |       |                         |                                                                                            |
| 21 juni EK 1964 Finale № 84 «onderlinge duels» 18:30 uur (UTC+1) | Spanje                                | 2 – 1 | Sovjet-Unie             | Estadio Santiago Bernabéu, Madrid Toeschouwers: 79.115 Scheidsrechter: Arthur Holland ENG) |
| 21 juni EK 1964 Finale № 84 «onderlinge duels» 18:30 uur (UTC+1) | Chus Pereda 6' Marcelino Martínez 84' |       | 8' Galimzjan Choesainov | Estadio Santiago Bernabéu, Madrid Toeschouwers: 79.115 Scheidsrechter: Arthur Holland ENG) |

|  |  |  |  |  |  |  |  |  |

|                                                                        |                     |       |             |                                                                                  |
| 11 oktober Vriendschappelijk № 85 «onderlinge duels» 14:30 uur (UTC+1) | Oostenrijk          | 1 – 0 | Sovjet-Unie | Praterstadion, Wenen Toeschouwers: 72.000 Scheidsrechter: Gottfried Dienst (SUI) |
| 11 oktober Vriendschappelijk № 85 «onderlinge duels» 14:30 uur (UTC+1) | Walter Glechner 44' |       |             | Praterstadion, Wenen Toeschouwers: 72.000 Scheidsrechter: Gottfried Dienst (SUI) |

|                                                      |          |       |                                               |                                                                                           |
| 4 november Vriendschappelijk № 86 «onderlinge duels» | Algerije | 2 – 2 | Sovjet-Unie                                   | Stade 20 Août 1955, Algiers Toeschouwers: 20.000 Scheidsrechter: Abdelaziz Chekaïmi (ALG) |
| 4 november Vriendschappelijk № 86 «onderlinge duels» | ?        |       | 9' Gennadiy Matveyev 51' Galimzjan Choesainov | Stade 20 Août 1955, Algiers Toeschouwers: 20.000 Scheidsrechter: Abdelaziz Chekaïmi (ALG) |

|                                                                         |                    |       |                         |                                                                                          |
| 22 november Vriendschappelijk № 87 «onderlinge duels» 13:45 uur (UTC+1) | Joegoslavië        | 1 – 1 | Sovjet-Unie             | Rode Sterstadion, Belgrado Toeschouwers: 30.000 Scheidsrechter: Nicolae Mihăilescu (ROU) |
| 22 november Vriendschappelijk № 87 «onderlinge duels» 13:45 uur (UTC+1) | Slaven Zambata 22' |       | 9' Viktor Serebryanikov | Rode Sterstadion, Belgrado Toeschouwers: 30.000 Scheidsrechter: Nicolae Mihăilescu (ROU) |

|                                                       |           |       |             | |
| 29 november Vriendschappelijk № 88 «onderlinge duels» | Bulgarije | 0 – 0 | Sovjet-Unie | Vasil Levski Nationaal Stadion, Sofia Toeschouwers: 40.000 Scheidsrechter: Aleksandar Škorić (YUG) |
| 29 november Vriendschappelijk № 88 «onderlinge duels» |           |       |             | Vasil Levski Nationaal Stadion, Sofia Toeschouwers: 40.000 Scheidsrechter: Aleksandar Škorić (YUG) |

### 1965
|                                                                    |             |       |            |                                                                                          |
| 16 mei Vriendschappelijk № 89 «onderlinge duels» 15:00 uur (UTC+3) | Sovjet-Unie | 0 – 0 | Oostenrijk | Centraal Leninstadion, Moskou Toeschouwers: 40.000 Scheidsrechter: Gyula Emsberger (HUN) |
| 16 mei Vriendschappelijk № 89 «onderlinge duels» 15:00 uur (UTC+3) |             |       |            | Centraal Leninstadion, Moskou Toeschouwers: 40.000 Scheidsrechter: Gyula Emsberger (HUN) |

|                                                                       |                                            |       |                       |                                                                                      |
| 23 mei WK 1966 kwalificatie № 90 «onderlinge duels» 19:00 uur (UTC+3) | Sovjet-Unie                                | 3 – 1 | Griekenland           | Centraal Leninstadion, Moskou Toeschouwers: 79.641 Scheidsrechter: Erik Beijar (FIN) |
| 23 mei WK 1966 kwalificatie № 90 «onderlinge duels» 19:00 uur (UTC+3) | Boris Kazakov 14' Valentin Ivanov 71', 83' |       | 60' Mimis Papaioannou | Centraal Leninstadion, Moskou Toeschouwers: 79.641 Scheidsrechter: Erik Beijar (FIN) |

|                                                                       |                                                |       |                |                                                                                       |
| 30 mei WK 1966 kwalificatie № 91 «onderlinge duels» 19:00 uur (UTC+3) | Sovjet-Unie                                    | 2 – 1 | Wales          | Centraal Leninstadion, Moskou Toeschouwers: 86.015 Scheidsrechter: Helmut Fritz (GER) |
| 30 mei WK 1966 kwalificatie № 91 «onderlinge duels» 19:00 uur (UTC+3) | Valentin Ivanov 39' Graham Williams 48' (e.d.) |       | 69' Wyn Davies | Centraal Leninstadion, Moskou Toeschouwers: 86.015 Scheidsrechter: Helmut Fritz (GER) |

|                                                                        | |       |            |                                                                                             |
| 27 juni WK 1966 kwalificatie № 92 «onderlinge duels» 19:00 uur (UTC+3) | Sovjet-Unie                                                                                                 | 6 – 0 | Denemarken | Centraal Leninstadion, Moskou Toeschouwers: 84.134 Scheidsrechter: Konstantin Zečević (YUG) |
| 27 juni WK 1966 kwalificatie № 92 «onderlinge duels» 19:00 uur (UTC+3) | Galimzjan Choesainov 9' Slava Metreveli 47' Valeri Voronin 64' Vladimir Barkaya 69', 77' Mikhail Meskhi 72' |       |            | Centraal Leninstadion, Moskou Toeschouwers: 84.134 Scheidsrechter: Konstantin Zečević (YUG) |

|                                                                    |             |                                  |          |                                                                                       |
| 4 juli Vriendschappelijk № 93 «onderlinge duels» 19:00 uur (UTC+3) | Sovjet-Unie | 0 – 3                            | Brazilië | Centraal Leninstadion, Moskou Toeschouwers: 102.000 Scheidsrechter: Bertil Lööw (SWE) |
| 4 juli Vriendschappelijk № 93 «onderlinge duels» 19:00 uur (UTC+3) |             | 24', 67' Pelé 32' Flávio Minuano |          | Centraal Leninstadion, Moskou Toeschouwers: 102.000 Scheidsrechter: Bertil Lööw (SWE) |

|                                                                         |             |       |             |                                                                                                |
| 4 september Vriendschappelijk № 94 «onderlinge duels» 17:00 uur (UTC+3) | Sovjet-Unie | 0 – 0 | Joegoslavië | Centraal Leninstadion, Moskou Toeschouwers: 60.000 Scheidsrechter: Włodzimierz Storoniak (POL) |
| 4 september Vriendschappelijk № 94 «onderlinge duels» 17:00 uur (UTC+3) |             |       |             | Centraal Leninstadion, Moskou Toeschouwers: 60.000 Scheidsrechter: Włodzimierz Storoniak (POL) |

|                                                                          |                       |       |                                                             |                                                                                                 |
| 3 oktober WK 1966 kwalificatie № 95 «onderlinge duels» 16:00 uur (UTC+2) | Griekenland           | 1 – 4 | Sovjet-Unie                                                 | Georgios Karaiskákisstadion, Piraeus Toeschouwers: 39.880 Scheidsrechter: Aharon Shoshani (ISR) |
| 3 oktober WK 1966 kwalificatie № 95 «onderlinge duels» 16:00 uur (UTC+2) | Mimis Papaioannou 27' |       | 14' (pen.) Slava Metreveli 25', 59', 82' Anatoli Banişevski | Georgios Karaiskákisstadion, Piraeus Toeschouwers: 39.880 Scheidsrechter: Aharon Shoshani (ISR) |

|                                                                           |                    |       |                                                           |                                                                                             |
| 17 oktober WK 1966 kwalificatie № 96 «onderlinge duels» 13:30 uur (UTC+1) | Denemarken         | 1 – 3 | Sovjet-Unie                                               | Københavns Idrætspark, Kopenhagen Toeschouwers: 32.941 Scheidsrechter: Archie Webster (SCO) |
| 17 oktober WK 1966 kwalificatie № 96 «onderlinge duels» 13:30 uur (UTC+1) | Tommy Troelsen 79' |       | 46' Slava Metreveli 62' Edoeard Malafejew 69' Jozjef Sabo | Københavns Idrætspark, Kopenhagen Toeschouwers: 32.941 Scheidsrechter: Archie Webster (SCO) |

|                                                                         |                                   |       |                        |                                                                               |
| 27 oktober WK 1966 kwalificatie № 97 «onderlinge duels» 19:15 uur (UTC) | Wales                             | 2 – 1 | Sovjet-Unie            | Ninian Park, Cardiff Toeschouwers: 24.262 Scheidsrechter: Birger Nilsen (NOR) |
| 27 oktober WK 1966 kwalificatie № 97 «onderlinge duels» 19:15 uur (UTC) | Roy Vernon 20' Ivor Allchurch 77' |       | 17' Anatoli Banişevski | Ninian Park, Cardiff Toeschouwers: 24.262 Scheidsrechter: Birger Nilsen (NOR) |

|                                                                         |                     |       |                                            |                                                                                      |
| 21 november Vriendschappelijk № 98 «onderlinge duels» 16:00 uur (UTC−3) | Brazilië            | 2 – 2 | Sovjet-Unie                                | Maracanã, Rio de Janeiro Toeschouwers: 113.248 Scheidsrechter: Kenneth Dagnall (ENG) |
| 21 november Vriendschappelijk № 98 «onderlinge duels» 16:00 uur (UTC−3) | Gérson 51' Pelé 51' |       | 59' Anatoli Banişevski 85' Slava Metreveli | Maracanã, Rio de Janeiro Toeschouwers: 113.248 Scheidsrechter: Kenneth Dagnall (ENG) |

|                                                      |                   |       |                       |                                                                                            |
| 1 december Vriendschappelijk № 99 «onderlinge duels» | Argentinië        | 1 – 1 | Sovjet-Unie           | Estadio Monumental, Buenos Aires Toeschouwers: 60.000 Scheidsrechter: Esteban Marino (URU) |
| 1 december Vriendschappelijk № 99 «onderlinge duels» | Ermindo Onega 48' |       | 9' Anatoli Banişevski | Estadio Monumental, Buenos Aires Toeschouwers: 60.000 Scheidsrechter: Esteban Marino (URU) |

|                                                       |         |       |                                                                     |                                                                                           |
| 4 december Vriendschappelijk № 100 «onderlinge duels» | Uruguay | 1 – 3 | Sovjet-Unie                                                         | Estadio Centenario, Montevideo Toeschouwers: 45.000 Scheidsrechter: Miguel Comesaña (ARG) |
| 4 december Vriendschappelijk № 100 «onderlinge duels» | ?       |       | 25' Galimzjan Choesainov 35' Anatoli Banişevski 71' Nikolay Osyanin | Estadio Centenario, Montevideo Toeschouwers: 45.000 Scheidsrechter: Miguel Comesaña (ARG) |

### 1966
|                                                        |       |                            |             |                                                                                      |
| 23 februari Vriendschappelijk № 101 «onderlinge duels» | Chili | 0 – 2                      | Sovjet-Unie | Estadio Nacional, Santiago Toeschouwers: 70.000 Scheidsrechter: Claudio Vicuña (CHI) |
| 23 februari Vriendschappelijk № 101 «onderlinge duels» |       | 4' (pen.), 55' Jozjef Sabo |             | Estadio Nacional, Santiago Toeschouwers: 70.000 Scheidsrechter: Claudio Vicuña (CHI) |

|                                                                       |                                   |       |                                         |                                                                                |
| 20 april Vriendschappelijk № 102 «onderlinge duels» 20:00 uur (UTC+1) | Zwitserland                       | 2 – 2 | Sovjet-Unie                             | St. Jakob-Park, Bazel Toeschouwers: 38.543 Scheidsrechter: Einar Boström (SWE) |
| 20 april Vriendschappelijk № 102 «onderlinge duels» 20:00 uur (UTC+1) | Robert Hosp 59' André Grobéty 73' |       | 3' Igor Tsjislenko 9' Viktor Ponedelnik | St. Jakob-Park, Bazel Toeschouwers: 38.543 Scheidsrechter: Einar Boström (SWE) |

|                                                                       |            |                    |             |                                                                                 |
| 24 april Vriendschappelijk № 103 «onderlinge duels» 15:30 uur (UTC+1) | Oostenrijk | 0 – 1              | Sovjet-Unie | Praterstadion, Wenen Toeschouwers: 67.000 Scheidsrechter: Gyula Emsberger (HUN) |
| 24 april Vriendschappelijk № 103 «onderlinge duels» 15:30 uur (UTC+1) |            | 19' Valeri Voronin |             | Praterstadion, Wenen Toeschouwers: 67.000 Scheidsrechter: Gyula Emsberger (HUN) |

|                                                                     |                   |       |                             |                                                                                    |
| 18 mei Vriendschappelijk № 104 «onderlinge duels» 17:00 uur (UTC+1) | Tsjecho-Slowakije | 1 – 2 | Sovjet-Unie                 | Letenský Stadion, Praag Toeschouwers: 15.000 Scheidsrechter: Pierre Schwinte (FRA) |
| 18 mei Vriendschappelijk № 104 «onderlinge duels» 17:00 uur (UTC+1) | Jozef Adamec 59'  |       | 45', 79' Anatoli Banişevski | Letenský Stadion, Praag Toeschouwers: 15.000 Scheidsrechter: Pierre Schwinte (FRA) |

|                                                                     |        |                          |             |                                                                                 |
| 22 mei Vriendschappelijk № 105 «onderlinge duels» 16:00 uur (UTC+1) | België | 0 – 1                    | Sovjet-Unie | Heizelstadion, Brussel Toeschouwers: 27.394 Scheidsrechter: Bill Clements (ENG) |
| 22 mei Vriendschappelijk № 105 «onderlinge duels» 16:00 uur (UTC+1) |        | 11' Viktor Serebryanikov |             | Heizelstadion, Brussel Toeschouwers: 27.394 Scheidsrechter: Bill Clements (ENG) |

|                                                                     |                                                                |       |                                                            |                                                                                       |
| 5 juni Vriendschappelijk № 106 «onderlinge duels» 19:30 uur (UTC+3) | Sovjet-Unie                                                    | 3 – 3 | Frankrijk                                                  | Centraal Leninstadion, Moskou Toeschouwers: 102.000 Scheidsrechter: Bertil Lööw (SWE) |
| 5 juni Vriendschappelijk № 106 «onderlinge duels» 19:30 uur (UTC+3) | Slava Metreveli 26' Anatoli Banişevski 64' Igor Tsjislenko 66' |       | 19' Bernard Blanchet 21' Philippe Gondet 78' Joseph Bonnel | Centraal Leninstadion, Moskou Toeschouwers: 102.000 Scheidsrechter: Bertil Lööw (SWE) |

| Wereldkampioenschap voetbal 1966 |
| -------------------------------- |

|                                                                    |             |                                                   |             |                                                                                          |
| 12 juli WK 1966 Groep D № 107 «onderlinge duels» 19:30 uur (UTC+1) | Noord-Korea | 0 – 3                                             | Sovjet-Unie | Ayresome Park, Middlesbrough Toeschouwers: 23.006 Scheidsrechter: Juan Gardeazábal (ESP) |
| 12 juli WK 1966 Groep D № 107 «onderlinge duels» 19:30 uur (UTC+1) |             | 31', 88' Edoeard Malafejew 33' Anatoli Banişevski |             | Ayresome Park, Middlesbrough Toeschouwers: 23.006 Scheidsrechter: Juan Gardeazábal (ESP) |

|                                                                    |        |                     |             |                                                                                    |
| 16 juli WK 1966 Groep D № 108 «onderlinge duels» 15:00 uur (UTC+1) | Italië | 0 – 1               | Sovjet-Unie | Roker Park, Sunderland Toeschouwers: 27.793 Scheidsrechter: Rudolf Kreitlein (FRG) |
| 16 juli WK 1966 Groep D № 108 «onderlinge duels» 15:00 uur (UTC+1) |        | 57' Igor Tsjislenko |             | Roker Park, Sunderland Toeschouwers: 27.793 Scheidsrechter: Rudolf Kreitlein (FRG) |

|                                                                    |                  |       |                           |                                                                              |
| 20 juli WK 1966 Groep D № 109 «onderlinge duels» 19:30 uur (UTC+1) | Chili            | 1 – 2 | Sovjet-Unie               | Roker Park, Sunderland Toeschouwers: 16.027 Scheidsrechter: Jack Adair (NIR) |
| 20 juli WK 1966 Groep D № 109 «onderlinge duels» 19:30 uur (UTC+1) | Rubén Marcos 32' |       | 29', 86' Valeriy Porkuyan | Roker Park, Sunderland Toeschouwers: 16.027 Scheidsrechter: Jack Adair (NIR) |

|                                                                        |                 |       |                                         |                                                                                    |
| 23 juli WK 1966 Kwartfinale № 110 «onderlinge duels» 15:00 uur (UTC+1) | Hongarije       | 1 – 2 | Sovjet-Unie                             | Roker Park, Sunderland Toeschouwers: 26.844 Scheidsrechter: Juan Gardeazábal (ESP) |
| 23 juli WK 1966 Kwartfinale № 110 «onderlinge duels» 15:00 uur (UTC+1) | Ferenc Bene 57' |       | 3' Igor Tsjislenko 47' Valeriy Porkuyan | Roker Park, Sunderland Toeschouwers: 26.844 Scheidsrechter: Juan Gardeazábal (ESP) |

|                                                                         |                                         |       |                       |                                                                                       |
| 25 juli WK 1966 Halve finale № 111 «onderlinge duels» 19:30 uur (UTC+1) | West-Duitsland                          | 2 – 1 | Sovjet-Unie           | Goodison Park, Liverpool Toeschouwers: 38.273 Scheidsrechter: Concetto Lo Bello (ITA) |
| 25 juli WK 1966 Halve finale № 111 «onderlinge duels» 19:30 uur (UTC+1) | Helmut Haller 42' Franz Beckenbauer 67' |       | Valerij Porkoejan 88' | Goodison Park, Liverpool Toeschouwers: 38.273 Scheidsrechter: Concetto Lo Bello (ITA) |

|                                                                         |                                    |       |                       |                                                                                    |
| 28 juli WK 1966 Troostfinale № 112 «onderlinge duels» 19:30 uur (UTC+1) | Portugal                           | 2 – 1 | Sovjet-Unie           | Wembley Stadium, Londen Toeschouwers: 87.696 Scheidsrechter: Kenneth Dagnall (ENG) |
| 28 juli WK 1966 Troostfinale № 112 «onderlinge duels» 19:30 uur (UTC+1) | Eusébio 12' (pen.) José Torres 89' |       | Edoeard Malafejew 43' | Wembley Stadium, Londen Toeschouwers: 87.696 Scheidsrechter: Kenneth Dagnall (ENG) |

|  |  |  |  |  |  |  |  |  |

|                                                                           |                        |       |                                                       |                                                                                  |
| 18 september Vriendschappelijk № 113 «onderlinge duels» 15:30 uur (UTC+1) | Joegoslavië            | 1 – 2 | Sovjet-Unie                                           | JNA Stadion, Belgrado Toeschouwers: 15.000 Scheidsrechter: Gyula Emsberger (HUN) |
| 18 september Vriendschappelijk № 113 «onderlinge duels» 15:30 uur (UTC+1) | Džemaludin Mušović 49' |       | 15' Gennadiy Krasnitskiy 45' (pen.) Gennadiy Matveyev | JNA Stadion, Belgrado Toeschouwers: 15.000 Scheidsrechter: Gyula Emsberger (HUN) |

|                                                                         |             |                                         |         |                                                                                     |
| 16 oktober Vriendschappelijk № 114 «onderlinge duels» 15:00 uur (UTC+3) | Sovjet-Unie | 0 – 2                                   | Turkije | Centraal Leninstadion, Moskou Toeschouwers: 26.500 Scheidsrechter: Jan Pawlik (POL) |
| 16 oktober Vriendschappelijk № 114 «onderlinge duels» 15:00 uur (UTC+3) |             | 14' Fevzi Zemzem 55' Ayhan Elmastaşoğlu |         | Centraal Leninstadion, Moskou Toeschouwers: 26.500 Scheidsrechter: Jan Pawlik (POL) |

|                                                                         |                                           |       |                                      |                                                                                         |
| 23 oktober Vriendschappelijk № 115 «onderlinge duels» 15:00 uur (UTC+3) | Sovjet-Unie                               | 2 – 2 | DDR                                  | Centraal Leninstadion, Moskou Toeschouwers: 40.000 Scheidsrechter: Taisto Enckell (FIN) |
| 23 oktober Vriendschappelijk № 115 «onderlinge duels» 15:00 uur (UTC+3) | Edoeard Streltsov 22' Igor Tsjislenko 52' |       | 22' Otto Fräßdorf 69' Jürgen Nöldner | Centraal Leninstadion, Moskou Toeschouwers: 40.000 Scheidsrechter: Taisto Enckell (FIN) |

|                                                                         |                       |       |             |                                                                              |
| 1 november Vriendschappelijk № 116 «onderlinge duels» 14:30 uur (UTC+1) | Italië                | 1 – 0 | Sovjet-Unie | San Siro, Milaan Toeschouwers: 55.000 Scheidsrechter: Juan Gardeazábal (ESP) |
| 1 november Vriendschappelijk № 116 «onderlinge duels» 14:30 uur (UTC+1) | Aristide Guarneri 22' |       |             | San Siro, Milaan Toeschouwers: 55.000 Scheidsrechter: Juan Gardeazábal (ESP) |

### 1967
|                                                                     |           |                                            |             |                                                                                 |
| 10 mei Vriendschappelijk № 117 «onderlinge duels» 20:00 uur (UTC+1) | Schotland | 0 – 2                                      | Sovjet-Unie | Hampden Park, Glasgow Toeschouwers: 53.497 Scheidsrechter: Lau van Ravens (NED) |
| 10 mei Vriendschappelijk № 117 «onderlinge duels» 20:00 uur (UTC+1) |           | 17' (e.d.) Tommy Gemmell 41' Fyodor Medvid |             | Hampden Park, Glasgow Toeschouwers: 53.497 Scheidsrechter: Lau van Ravens (NED) |

|                                                                     |                                            |       |        |                                                                                    |
| 28 mei Vriendschappelijk № 118 «onderlinge duels» 18:00 uur (UTC+3) | Sovjet-Unie                                | 2 – 0 | Mexico | Kirovstadion, Leningrad Toeschouwers: 100.000 Scheidsrechter: Reino Koskinen (FIN) |
| 28 mei Vriendschappelijk № 118 «onderlinge duels» 18:00 uur (UTC+3) | Igor Tsjislenko 70' Anatolij Bysjovets 83' |       |        | Kirovstadion, Leningrad Toeschouwers: 100.000 Scheidsrechter: Reino Koskinen (FIN) |

|                                                                     |                                            |       |                                                                |                                                                                   |
| 3 juni Vriendschappelijk № 119 «onderlinge duels» 20:30 uur (UTC+1) | Frankrijk                                  | 2 – 4 | Sovjet-Unie                                                    | Parc des Princes, Parijs Toeschouwers: 24.778 Scheidsrechter: Décio Freitas (POR) |
| 3 juni Vriendschappelijk № 119 «onderlinge duels» 20:30 uur (UTC+1) | Philippe Gondet 12' Anatolij Bysjovets 48' |       | 33', 59' Igor Tsjislenko 45' Jacky Simon 80' Edoeard Streltsov | Parc des Princes, Parijs Toeschouwers: 24.778 Scheidsrechter: Décio Freitas (POR) |

|                                                                         |                                                                                        |       |                                                |                                                                                        |
| 11 juni EK 1968 kwalificatie № 120 «onderlinge duels» 19:00 uur (UTC+3) | Sovjet-Unie                                                                            | 4 – 3 | Oostenrijk                                     | Centraal Leninstadion, Moskou Toeschouwers: 72.142 Scheidsrechter: Einar Boström (SWE) |
| 11 juni EK 1968 kwalificatie № 120 «onderlinge duels» 19:00 uur (UTC+3) | Edoeard Malafejew 25' Anatolij Bysjovets 36' Igor Tsjislenko 43' Edoeard Streltsov 80' |       | 38' Erich Hof 53' Franz Wolny 67' Helmut Siber | Centraal Leninstadion, Moskou Toeschouwers: 72.142 Scheidsrechter: Einar Boström (SWE) |

|                                                       |                                                                        |       |             |                                                                                 |
| 16 juli EK 1968 kwalificatie № 121 «onderlinge duels» | Sovjet-Unie                                                            | 4 – 0 | Griekenland | Dinamostadion, Tbilisi Toeschouwers: 28.040 Scheidsrechter: Birger Nilsen (NOR) |
| 16 juli EK 1968 kwalificatie № 121 «onderlinge duels» | Anatoli Banişevski 50', 77' Jozjef Sabo 72' (pen.) Igor Tsjislenko 83' |       |             | Dinamostadion, Tbilisi Toeschouwers: 28.040 Scheidsrechter: Birger Nilsen (NOR) |

|                                                                                                |       |                     |             |                                                                                    |
| 28 juli Olympisch kwalificatietoernooi voetbal 1968 № 122 «onderlinge duels» 17:00 uur (UTC+1) | Polen | 0 – 1               | Sovjet-Unie | Stadion Olimpijski, Wrocław Toeschouwers: 50.000 Scheidsrechter: Bertil Lööw (SWE) |
| 28 juli Olympisch kwalificatietoernooi voetbal 1968 № 122 «onderlinge duels» 17:00 uur (UTC+1) |       | 59' Igor Tsjislenko |             | Stadion Olimpijski, Wrocław Toeschouwers: 50.000 Scheidsrechter: Bertil Lööw (SWE) |

|                                                                                                   |                                           |       |                                 |                                                                                      |
| 4 augustus Olympisch kwalificatietoernooi voetbal 1968 № 123 «onderlinge duels» 19:00 uur (UTC+3) | Sovjet-Unie                               | 2 – 1 | Polen                           | Centraal Leninstadion, Moskou Toeschouwers: 90.000 Scheidsrechter: Jack Taylor (ENG) |
| 4 augustus Olympisch kwalificatietoernooi voetbal 1968 № 123 «onderlinge duels» 19:00 uur (UTC+3) | Igor Tsjislenko 3' Anatoli Banişevski 59' |       | 64' (pen.) Włodzimierz Lubański | Centraal Leninstadion, Moskou Toeschouwers: 90.000 Scheidsrechter: Jack Taylor (ENG) |

|                                                                             |                                              |       |         |                                                                                          |
| 30 augustus EK 1968 kwalificatie № 124 «onderlinge duels» 19:00 uur (UTC+3) | Sovjet-Unie                                  | 2 – 0 | Finland | Centraal Leninstadion, Moskou Toeschouwers: 20.597 Scheidsrechter: Muzaffer Sarvan (TUR) |
| 30 augustus EK 1968 kwalificatie № 124 «onderlinge duels» 19:00 uur (UTC+3) | Moertaz Choertsilava 14' Igor Tsjislenko 80' |       |         | Centraal Leninstadion, Moskou Toeschouwers: 20.597 Scheidsrechter: Muzaffer Sarvan (TUR) |

|                                                           |                                                |       |                                                                                            |                                                                                 |
| 6 september EK 1968 kwalificatie № 125 «onderlinge duels» | Finland                                        | 2 – 5 | Sovjet-Unie                                                                                | Kupittaan Stadion, Turku Toeschouwers: 7.793 Scheidsrechter: Pavel Špoták (TCH) |
| 6 september EK 1968 kwalificatie № 125 «onderlinge duels» | Juhani Peltonen 18' (pen.) Simo Syrjävaara 25' |       | 2', 56' (pen.) Jozjef Sabo 14' Valeriy Maslov 35' Anatoli Banişevski 63' Edoeard Malafejew | Kupittaan Stadion, Turku Toeschouwers: 7.793 Scheidsrechter: Pavel Špoták (TCH) |

|                                                                        |                                                    |       |                                      |                                                                                       |
| 1 oktober Vriendschappelijk № 126 «onderlinge duels» 19:00 uur (UTC+3) | Sovjet-Unie                                        | 2 – 2 | Zwitserland                          | Centraal Leninstadion, Moskou Toeschouwers: 15.000 Scheidsrechter: Roger Machin (FRA) |
| 1 oktober Vriendschappelijk № 126 «onderlinge duels» 19:00 uur (UTC+3) | Moertaz Choertsilava 18' Markus Pfirter 41' (e.d.) |       | 2' Rolf Blättler 73' Georges Perroud | Centraal Leninstadion, Moskou Toeschouwers: 15.000 Scheidsrechter: Roger Machin (FRA) |

|                                                      |                       |       |                                              | |
| 8 oktober Vriendschappelijk № 127 «onderlinge duels» | Bulgarije             | 1 – 2 | Sovjet-Unie                                  | Vasil Levski Nationaal Stadion, Sofia Toeschouwers: 21.000 Scheidsrechter: Stanisław Eksztajn (POL) |
| 8 oktober Vriendschappelijk № 127 «onderlinge duels» | Dinko Dermendzhiev 9' |       | 72' Edoeard Streltsov 48' Anatoli Banişevski | Vasil Levski Nationaal Stadion, Sofia Toeschouwers: 21.000 Scheidsrechter: Stanisław Eksztajn (POL) |

|                                                                            |                     |       |             |                                                                                |
| 15 oktober EK 1968 kwalificatie № 128 «onderlinge duels» 14:30 uur (UTC+1) | Oostenrijk          | 1 – 0 | Sovjet-Unie | Praterstadion, Wenen Toeschouwers: 34.400 Scheidsrechter: Todor Bechirov (BUL) |
| 15 oktober EK 1968 kwalificatie № 128 «onderlinge duels» 14:30 uur (UTC+1) | Leopold Grausam 49' |       |             | Praterstadion, Wenen Toeschouwers: 34.400 Scheidsrechter: Todor Bechirov (BUL) |

|                                                                            |             |                       |             |                                                                                                  |
| 31 oktober EK 1968 kwalificatie № 129 «onderlinge duels» 15:15 uur (UTC+2) | Griekenland | 0 – 1                 | Sovjet-Unie | Georgios Karaiskákisstadion, Piraeus Toeschouwers: 33.588 Scheidsrechter: Gottfried Dienst (SUI) |
| 31 oktober EK 1968 kwalificatie № 129 «onderlinge duels» 15:15 uur (UTC+2) |             | 50' Edoeard Malafejew |             | Georgios Karaiskákisstadion, Piraeus Toeschouwers: 33.588 Scheidsrechter: Gottfried Dienst (SUI) |

|                                                                          |                                     |       |                    |                                                                              |
| 29 november Vriendschappelijk № 130 «onderlinge duels» 20:30 uur (UTC+1) | Nederland                           | 3 – 1 | Sovjet-Unie        | De Kuip, Rotterdam Toeschouwers: 60.000 Scheidsrechter: Bobby Davidson (SCO) |
| 29 november Vriendschappelijk № 130 «onderlinge duels» 20:30 uur (UTC+1) | Henk Wery 23', 28' Piet Romeijn 68' |       | 35' Valeriy Maslov | De Kuip, Rotterdam Toeschouwers: 60.000 Scheidsrechter: Bobby Davidson (SCO) |

|                                                                       |                                 |       |                          |                                                                                     |
| 6 december Vriendschappelijk № 131 «onderlinge duels» 19:45 uur (UTC) | Engeland                        | 2 – 2 | Sovjet-Unie              | Wembley Stadium, Londen Toeschouwers: 93.000 Scheidsrechter: Rudolf Kreitlein (FRG) |
| 6 december Vriendschappelijk № 131 «onderlinge duels» 19:45 uur (UTC) | Alan Ball 23' Martin Peters 72' |       | 42', 44' Igor Tsjislenko | Wembley Stadium, Londen Toeschouwers: 93.000 Scheidsrechter: Rudolf Kreitlein (FRG) |

|                                                        |                |       |                                                       |                                                                                      |
| 16 december Vriendschappelijk № 132 «onderlinge duels» | Chili          | 1 – 4 | Sovjet-Unie                                           | Estadio Nacional, Santiago Toeschouwers: 45.000 Scheidsrechter: Claudio Vicuña (CHI) |
| 16 december Vriendschappelijk № 132 «onderlinge duels» | Carlos Reinoso |       | 28' (e.d.) José Moris 60', 66', 85' Edoeard Streltsov | Estadio Nacional, Santiago Toeschouwers: 45.000 Scheidsrechter: Claudio Vicuña (CHI) |

### 1968
|                                                    |        |       |             |                                                                                        |
| 3 maart Vriendschappelijk № 133 «onderlinge duels» | Mexico | 0 – 0 | Sovjet-Unie | Aztekenstadion, Mexico-Stad Toeschouwers: 85.000 Scheidsrechter: Arturo Yamasaki (MEX) |
| 3 maart Vriendschappelijk № 133 «onderlinge duels» |        |       |             | Aztekenstadion, Mexico-Stad Toeschouwers: 85.000 Scheidsrechter: Arturo Yamasaki (MEX) |

|                                                    |                        |       |                       |                                                                                          |
| 7 maart Vriendschappelijk № 134 «onderlinge duels» | Mexico                 | 1 – 1 | Sovjet-Unie           | Estadio León, León de los Aldama Toeschouwers: 35.000 Scheidsrechter: Abel Aguilar (MEX) |
| 7 maart Vriendschappelijk № 134 «onderlinge duels» | Bernardo Hernández 29' |       | 3' Anatolij Bysjovets | Estadio León, León de los Aldama Toeschouwers: 35.000 Scheidsrechter: Abel Aguilar (MEX) |

|                                                     |        |       |             |                                                                                        |
| 10 maart Vriendschappelijk № 135 «onderlinge duels» | Mexico | 0 – 0 | Sovjet-Unie | Aztekenstadion, Mexico-Stad Toeschouwers: 60.000 Scheidsrechter: Arturo Yamasaki (MEX) |
| 10 maart Vriendschappelijk № 135 «onderlinge duels» |        |       |             | Aztekenstadion, Mexico-Stad Toeschouwers: 60.000 Scheidsrechter: Arturo Yamasaki (MEX) |

|                                                                       |                 |       |        |                                                                                             |
| 24 april Vriendschappelijk № 136 «onderlinge duels» 19:30 uur (UTC+3) | Sovjet-Unie     | 1 – 0 | België | Centraal Leninstadion, Moskou Toeschouwers: 20.493 Scheidsrechter: Milivoje Gugulović (YUG) |
| 24 april Vriendschappelijk № 136 «onderlinge duels» 19:30 uur (UTC+3) | Jozjef Sabo 90' |       |        | Centraal Leninstadion, Moskou Toeschouwers: 20.493 Scheidsrechter: Milivoje Gugulović (YUG) |

|                                                                       |                                   |       |             |                                                                                 |
| 4 mei EK 1968 kwalificatie № 137 «onderlinge duels» 17:00 uur (UTC+1) | Hongarije                         | 2 – 0 | Sovjet-Unie | Népstadion, Boedapest Toeschouwers: 71.556 Scheidsrechter: Lau van Ravens (NED) |
| 4 mei EK 1968 kwalificatie № 137 «onderlinge duels» 17:00 uur (UTC+1) | János Farkas 23' János Göröcs 84' |       |             | Népstadion, Boedapest Toeschouwers: 71.556 Scheidsrechter: Lau van Ravens (NED) |

|                                                                        |                                                                          |       |           |                                                                                           |
| 11 mei EK 1968 kwalificatie № 138 «onderlinge duels» 19:30 uur (UTC+3) | Sovjet-Unie                                                              | 3 – 0 | Hongarije | Centraal Leninstadion, Moskou Toeschouwers: 91.129 Scheidsrechter: Kurt Tschenscher (GER) |
| 11 mei EK 1968 kwalificatie № 138 «onderlinge duels» 19:30 uur (UTC+3) | Ernő Solymosi 22' (e.d.) Moertaz Choertsilava 59' Anatolij Bysjovets 73' |       |           | Centraal Leninstadion, Moskou Toeschouwers: 91.129 Scheidsrechter: Kurt Tschenscher (GER) |

|                                                                                               |                                                                   |       |                                       |                                                                                           |
| 21 mei Olympisch kwalificatietoernooi voetbal 1968 № 139 «onderlinge duels» 19:30 uur (UTC+3) | Sovjet-Unie                                                       | 3 – 2 | Tsjecho-Slowakije                     | Centraal Leninstadion, Moskou Toeschouwers: 92.000 Scheidsrechter: Gottfried Dienst (SUI) |
| 21 mei Olympisch kwalificatietoernooi voetbal 1968 № 139 «onderlinge duels» 19:30 uur (UTC+3) | Moertaz Choertsilava 45' Igor Tsjislenko 85' Viktor Anitsjkin 87' |       | Ján Čapkovič 51' Stanislav Štrunc 73' | Centraal Leninstadion, Moskou Toeschouwers: 92.000 Scheidsrechter: Gottfried Dienst (SUI) |

|                                                                                               |                                                       |       |             |                                                                     |
| 1 juni Olympisch kwalificatietoernooi voetbal 1968 № 140 «onderlinge duels» 17:00 uur (UTC+1) | Tsjecho-Slowakije                                     | 3 – 0 | Sovjet-Unie | Bazaly, Ostrava Toeschouwers: 20.000 Scheidsrechter: John Gow (WAL) |
| 1 juni Olympisch kwalificatietoernooi voetbal 1968 № 140 «onderlinge duels» 17:00 uur (UTC+1) | Jaroslav Pollák 20' Ján Pivarník 25' Ján Čapkovič 72' |       |             | Bazaly, Ostrava Toeschouwers: 20.000 Scheidsrechter: John Gow (WAL) |

| Europees kampioenschap voetbal 1968 |
| ----------------------------------- |

|                                                                        |        |              |             |                                                                                      |
| 5 juni EK 1968 Halve finale № 275 «onderlinge duels» 18:00 uur (UTC+2) | Italië | 0 – 0 (n.v.) | Sovjet-Unie | Stadio San Paolo, Napels Toeschouwers: 68.582 Scheidsrechter: Kurt Tschenscher (FRG) |
| 5 juni EK 1968 Halve finale № 275 «onderlinge duels» 18:00 uur (UTC+2) |        |              |             | Stadio San Paolo, Napels Toeschouwers: 68.582 Scheidsrechter: Kurt Tschenscher (FRG) |

|                                                                        |                        |       |             |                                                                               |
| 8 juni EK 1968 Troostfinale № 142 «onderlinge duels» 18:45 uur (UTC+2) | Engeland               | 2 – 0 | Sovjet-Unie | Stadio Olimpico, Rome Toeschouwers: 68.817 Scheidsrechter: István Zsolt (HUN) |
| 8 juni EK 1968 Troostfinale № 142 «onderlinge duels» 18:45 uur (UTC+2) | Charlton 39' Hurst 63' |       |             | Stadio Olimpico, Rome Toeschouwers: 68.817 Scheidsrechter: István Zsolt (HUN) |

|  |  |  |  |  |  |  |  |  |

|                                                                      |                                                             |       |               |                                                                                   |
| 16 juni Vriendschappelijk № 143 «onderlinge duels» 18:00 uur (UTC+3) | Sovjet-Unie                                                 | 3 – 1 | Oostenrijk    | Kirovstadion, Leningrad Toeschouwers: 65.000 Scheidsrechter: Hasse Carlsson (SWE) |
| 16 juni Vriendschappelijk № 143 «onderlinge duels» 18:00 uur (UTC+3) | Georgiy Vyun 12' Mikhail Gershkovich 49' Kachi Asatiani 65' |       | 40' Erich Hof | Kirovstadion, Leningrad Toeschouwers: 65.000 Scheidsrechter: Hasse Carlsson (SWE) |

|                                                                         |                                 |       |                                                 |                                                                         |
| 1 augustus Vriendschappelijk № 144 «onderlinge duels» 19:00 uur (UTC+1) | Zweden                          | 2 – 2 | Sovjet-Unie                                     | Ullevi, Göteborg Toeschouwers: 44.867 Scheidsrechter: Arne Jensen (DEN) |
| 1 augustus Vriendschappelijk № 144 «onderlinge duels» 19:00 uur (UTC+1) | Leif Eriksson 65' Ove Grahn 82' |       | 6' Mikhail Gershkovich 89' Moertaz Choertsilava | Ullevi, Göteborg Toeschouwers: 44.867 Scheidsrechter: Arne Jensen (DEN) |

### 1969
|                                                                          |          |       |                                                       |                                                                                   |
| 20 februari Vriendschappelijk № 145 «onderlinge duels» 21:00 uur (UTC−5) | Colombia | 1 – 3 | Sovjet-Unie                                           | Estadio El Campín, Bogota Toeschouwers: 51.131 Scheidsrechter: Omar Delgado (COL) |
| 20 februari Vriendschappelijk № 145 «onderlinge duels» 21:00 uur (UTC−5) | ?        |       | 23' Mikhail Gershkovich 78', 85' Vitaliy Khmelnitskiy | Estadio El Campín, Bogota Toeschouwers: 51.131 Scheidsrechter: Omar Delgado (COL) |

|                                                                      |                                     |       |                                              |                                                                                    |
| 25 juli Vriendschappelijk № 146 «onderlinge duels» 21:00 uur (UTC+1) | DDR                                 | 2 – 2 | Sovjet-Unie                                  | Zentralstadion, Leipzig Toeschouwers: 90.000 Scheidsrechter: Gyula Emsberger (HUN) |
| 25 juli Vriendschappelijk № 146 «onderlinge duels» 21:00 uur (UTC+1) | Wolfram Löwe 7' Henning Frenzel 86' |       | 34' Anatoliy Puzach 59' Vitaliy Khmelnitskiy | Zentralstadion, Leipzig Toeschouwers: 90.000 Scheidsrechter: Gyula Emsberger (HUN) |

|                                                                         |             |                |        |                                                                                          |
| 6 augustus Vriendschappelijk № 147 «onderlinge duels» 19:30 uur (UTC+3) | Sovjet-Unie | 0 – 1          | Zweden | Centraal Leninstadion, Moskou Toeschouwers: 43.000 Scheidsrechter: Wolfgang Riedel (DDR) |
| 6 augustus Vriendschappelijk № 147 «onderlinge duels» 19:30 uur (UTC+3) |             | 29' Ove Eklund |        | Centraal Leninstadion, Moskou Toeschouwers: 43.000 Scheidsrechter: Wolfgang Riedel (DDR) |

|                                                                              |               |       |             |                                                                                    |
| 10 september WK 1970 kwalificatie № 148 «onderlinge duels» 20:00 uur (UTC+1) | Noord-Ierland | 0 – 0 | Sovjet-Unie | Windsor Park, Belfast Toeschouwers: 35.138 Scheidsrechter: Michel Kitabdjian (FRA) |
| 10 september WK 1970 kwalificatie № 148 «onderlinge duels» 20:00 uur (UTC+1) |               |       |             | Windsor Park, Belfast Toeschouwers: 35.138 Scheidsrechter: Michel Kitabdjian (FRA) |

|                                                                           |                   |       |                                                           |                                                                                   |
| 24 september Vriendschappelijk № 149 «onderlinge duels» 18:15 uur (UTC+1) | Joegoslavië       | 1 – 3 | Sovjet-Unie                                               | JNA Stadion, Belgrado Toeschouwers: 10.000 Scheidsrechter: Andrei Rădulescu (ROU) |
| 24 september Vriendschappelijk № 149 «onderlinge duels» 18:15 uur (UTC+1) | Dragan Džajić 17' |       | 21' Kachi Asatiani 37' Givi Nodiya 62' Anatolij Bysjovets | JNA Stadion, Belgrado Toeschouwers: 10.000 Scheidsrechter: Andrei Rădulescu (ROU) |

|                                                                            |                                             |       |         |                                                                               |
| 15 oktober WK 1970 kwalificatie № 150 «onderlinge duels» 19:00 uur (UTC+3) | Sovjet-Unie                                 | 3 – 0 | Turkije | Centraal Stadion, Kiev Toeschouwers: 71.115 Scheidsrechter: Bertil Lööw (SWE) |
| 15 oktober WK 1970 kwalificatie № 150 «onderlinge duels» 19:00 uur (UTC+3) | Volodymyr Moentjan 43', 78' Givi Nodiya 62' |       |         | Centraal Stadion, Kiev Toeschouwers: 71.115 Scheidsrechter: Bertil Lööw (SWE) |

|                                                                            |                                        |       |               |                                                                                          |
| 22 oktober WK 1970 kwalificatie № 151 «onderlinge duels» 19:30 uur (UTC+3) | Sovjet-Unie                            | 2 – 0 | Noord-Ierland | Centraal Leninstadion, Moskou Toeschouwers: 83.057 Scheidsrechter: Rudolf Scheurer (SUI) |
| 22 oktober WK 1970 kwalificatie № 151 «onderlinge duels» 19:30 uur (UTC+3) | Givi Nodiya 24' Anatolij Bysjovets 79' |       |               | Centraal Leninstadion, Moskou Toeschouwers: 83.057 Scheidsrechter: Rudolf Scheurer (SUI) |

|                                                                             |                 |       |                                                 |                                                                                              |
| 16 november WK 1970 kwalificatie № 152 «onderlinge duels» 14:30 uur (UTC+2) | Turkije         | 1 – 3 | Sovjet-Unie                                     | Ali Sami Yenstadion, Istanbul Toeschouwers: 29.642 Scheidsrechter: Ferdinand Marschall (AUT) |
| 16 november WK 1970 kwalificatie № 152 «onderlinge duels» 14:30 uur (UTC+2) | Ender Konca 23' |       | 3', 60' Kachi Asatiani 34' Vitaliy Khmelnitskiy | Ali Sami Yenstadion, Istanbul Toeschouwers: 29.642 Scheidsrechter: Ferdinand Marschall (AUT) |

UEFA: Albanië · België · Bulgarije · Cyprus · Denemarken · West-Duitsland · Duitse Democratische Republiek · Engeland · Finland · Frankrijk · Griekenland · Hongarije · Ierland · IJsland · Italië · Joegoslavië · Luxemburg · Malta · Nederland · Noord-Ierland · Noorwegen · Oostenrijk · Polen · Portugal · Roemenië · Schotland · Sovjet-Unie · Spanje · Tsjecho-Slowakije · Turkije · Wales · Zweden · Zwitserland

CAF: Madagaskar AFC: Israël

FFUSSR · A-internationals · Bondscoaches · Vrouwenelftal van de Sovjet-Unie · Sovjet-Unie U18 · Sovjet-Unie U16
1920 – 1929 · 
1950 – 1959 · 
1960 – 1969 · 
1970 – 1979 · 
1980 – 1989 · 
1990 – 1992
EK 1960 · 
EK 1964 · 
EK 1968 · 
EK 1972 · 
EK 1976 · 
EK 1980 · 
EK 1984 · 
EK 1988 · 
EK 1992** 
WK 1958 · 
WK 1962 · 
WK 1966 · 
WK 1970 · 
WK 1974 · 
WK 1978 · 
WK 1982 · 
WK 1986 · 
WK 1990
OS 1952 ·
OS 1956 ·
OS 1960 · 
OS 1964 · 
OS 1968 · 
OS 1972 ·
OS 1976 ·
OS 1980 ·
OS 1984 · 
OS 1988
1923 · 
1924 · 
1925 · 
1926–1951 · 
1952 · 
1953 · 
1954 · 
1955 · 
1956 · 
1957 · 
1958 · 
1959 · 
1960 · 
1961 · 
1962 · 
1963 · 
1964 · 
1965 · 
1966 · 
1967 · 
1968 · 
1969 · 
1970 · 
1971 · 
1972 · 
1973 · 
1974 · 
1975 · 
1976 · 
1977 · 
1978 · 
1979 · 
1980 · 
1981 · 
1982 · 
1983 · 
1984 · 
1985 · 
1986 · 
1987 · 
1988 · 
1989 · 
1990 · 
1991 · 
1992** 
Algerije ·
Argentinië ·
België ·
Brazilië ·
Bulgarije ·
Canada ·
Chili ·
China ·
Colombia ·
Costa Rica ·
Cyprus ·
DDR ·
Denemarken ·
Duitsland ·
El Salvador ·
Engeland ·
Finland ·
Frankrijk ·
Griekenland ·
Guatemala ·
Hongarije ·
Ierland ·
IJsland ·
India ·
Iran ·
Israël ·
Italië ·
Japan ·
Joegoslavië ·
Kameroen ·
Koeweit ·
Luxemburg ·
Marokko ·
Mexico ·
Nederland ·
Nieuw-Zeeland ·
Noord-Ierland ·
Noord-Korea ·
Noorwegen ·
Oostenrijk ·
Peru ·
Polen ·
Portugal ·
Roemenië ·
Schotland ·
Spanje ·
Syrië ·
Tsjecho-Slowakije ·
Tunesië ·
Turkije ·
Uruguay ·
Verenigde Staten ·
Wales ·
Zweden ·
Zwitserland
België (1982) ·
Duitsland (1972) ·
Joegoslavië (1960) ·
Nederland (1988) ·
Polen (1982) ·
Spanje (1964)
** = Onder de naam Gemenebest van Onafhankelijke Staten